# Colmar Manor
La ville de Colmar Manor est située dans le comté du Prince George, dans l’État du Maryland, aux États-Unis. Sa population s’élevait à 1 404 habitants lors du recensement de 2010, estimée à 1 467 habitants en 2017.

## Source
- (en) Cet article est partiellement ou en totalité issu de l’article de Wikipédia en anglais intitulé « Colmar Manor, Maryland » (voir la liste des auteurs).

1. ↑  « Population and Housing Unit Estimates » (consulté le 24 mars 2018)
2. ↑  « Census of Population and Housing » [archive du 26 avril 2015], Census.gov (consulté le 4 juin 2015)